# Norberto Ungaretti
Norberto Ulysséa Ungaretti (Laguna, 15 de maio de 1936 — Florianópolis, 9 de janeiro de 2014) foi um jurista, historiador, professor universitário, advogado e político brasileiro.

## Biografia
Filho de Gil Ungaretti, prefeito nomeado de Laguna de 12 de outubro de 1930 a 28 de outubro de 1930, e de Otilia Ulysséa Ungaretti. Fez o curso primário no Grupo Escolar Jerônimo Coelho, o secundário no Ginásio Lagunense e na Escola Técnica de Comércio Lagunense, formando-se em 1960 em direito, pela antiga Faculdade de Direito de Santa Catarina, hoje Universidade Federal de Santa Catarina.
Foi referência de conduta na classe jurídica e teve uma vida voltada para a prática da caridade, sendo um grande divulgador da doutrina espírita em Santa Catarina. 
Exerceu a advocacia em Florianópolis até seu falecimento, vítima de um infarto fulminante.

## Carreira
Iniciou sua carreira aos 20 anos de idade, como secretário particular do governador Jorge Lacerda (1956-1958). Na sequência foi convidado a assumir a sub-chefe da Casa Civil do governo Heriberto Hulse (1959-1961), consultor jurídico e procurador fiscal do Estado, secretário de Estado do Interior e Justiça no governo Ivo Silveira, professor de direito civil no Centro de Ciências Jurídicas da UFSC, professor e diretor da Escola Superior da Magistratura de Santa Catarina, desembargador do Tribunal de Justiça de Santa Catarina, membro do Conselho Estadual de Cultura, presidente da comissão que elaborou o ante-projeto da Constituição do Estado de Santa Catarina em 1967, e da Lei Orgânica dos Municípios de Santa Catarina.
Concorreu pela União Democrática Nacional (UDN) a uma vaga na Câmara Municipal de Florianópolis, na 5º Legislatura (1963-1967), sendo eleito com 742 votos, o vereador mais votado na área central da capital. Em 1965, com a renúncia de Dakir Polidoro à presidência da Câmara Municipal, foi eleito por unanimidade para exercer a função, e reeleito em 1966. Foi a primeira vez na história da câmara que todos os partidos uniram-se para eleger um presidente. Em outubro de 1966, renunciou à presidência por ter sido nomeado secretário do Interior e Justiça.
Foi sócio fundador e presidente do conselho deliberativo da Associação Catarinense para Integração do Cego (ACIC), sócio fundador e vice-presidente do Lagoa Iate Club, membro efetivo do Instituto Histórico e Geográfico de Santa Catarina e titular cadeira 40 da Academia Catarinense de Letras, presidente da Sociedade Espírita Obreiros da Vida Eterna (SEOVE), entidade que mantém um asilo para idosos carentes em Florianópolis. Foi também membro de bancas examinadoras de concursos para docentes na UFSC e para juízes do Tribunal Regional Eleitoral e Tribunal Regional do Trabalho de Santa Catarina.
Durante os mais de 40 anos em que exerceu a profissão de professor de direito civil da Universidade Federal de Santa Catarina, foi sucessivamente homenageado pelas turmas formandas como nome de turma, patrono, paraninfo ou professor homenageado. Suas aulas eram proferidas sentado na cadeira, sem jamais fazer uso de qualquer recurso visual como retroprojetores ou data shows, sendo reconhecidas por grandes lições de vida e pelo dom da oratória. 
É autor de trabalhos sobre direito e história de Santa Catarina.
Foi homenageado pela Câmara Municipal de Florianópolis através do Projeto de Resolução nº 313/94, Resolução nº570/94, recebendo o título de cidadão honorário e, através do Projeto de Resolução nº 212/85, Resolução nº 228/85,a   Medalha de Mérito do Município. Do governo do Estado recebeu a Medalha Anita Garibaldi, Medalha de Mérito Judiciário (concedida pelo Tribunal de Justiça de Santa Catarina), Medalha Castorina Lobo de S.Thiago (concedida pela Assembleia Legislativa do Estado), e Medalha do Mérito da Associação dos Magistrados Catarinenses.
Em 2019 foi lançado o livro Jerônimo Coelho, com a mais completa biografia de Jerônimo Coelho já realizada. Fruto de pesquisa por mais de 15 anos, o autor mantinha contrato com profissionais de pesquisa no Rio de Janeiro e chegou a comprar uma sala comercial apenas para o desenvolvimento desse estudo. A obra póstuma foi publicada na integra como deixou, 90% completa. 
Foi sepultado no Cemitério Jardim da Paz de Florianópolis.

## Publicações
- Laguna: um pouco do passado. Florianópolis: Edição do Autor, 2002.
- Jerônimo Coelho. Editora Três por Quatro, 2019.